# Pieter Gysel
Pieter Gysel (* 18. Dezember 1980 in Leuven) ist ein ehemaliger belgischer Shorttracker.

## Werdegang
Gysel trat international erstmals bei den Juniorenweltmeisterschaften 1997 in Marquette in Erscheinung, wobei er den 26. Platz im Mehrkampf errang. In den folgenden Jahren kam er bei den Juniorenweltmeisterschaften 1998 in St. Louis auf den neunten Platz und bei den Juniorenweltmeisterschaften 1999 in Montreal auf den 42. Rang im Mehrkampf. In der Saison 1999/2000 belegte er bei den Juniorenweltmeisterschaften 2000 in Székesfehérvár den 21. Platz im Mehrkampf, bei den Europameisterschaften 2000 in Bormio den 14. Rang im Mehrkampf und bei den Weltmeisterschaften 2000 in Sheffield den 19. Platz im Mehrkampf. In der folgenden Saison lief er bei den Europameisterschaften 2001 in Den Haag auf den zehnten Platz im Mehrkampf und bei den Weltmeisterschaften 2001 in Jeonju auf den 20. Rang im Mehrkampf. Nach Platz fünf im Mehrkampf und der Silbermedaille mit der Staffel bei den Europameisterschaften 2002 in Grenoble, belegte er bei den Olympischen Winterspielen 2002 in Salt Lake City den 24. Platz über 1000 m, den 21. Rang über 1500 m und den siebten Platz mit der Staffel. Bei den Weltmeisterschaften 2002 in Montreal wurde er Achter mit der Staffel und bei den Teamweltmeisterschaften 2002 in Montreal Siebter.
In der Saison 2002/03 errang Gysel bei den Europameisterschaften 2003 in Sankt Petersburg den vierten Platz sowie bei den Weltmeisterschaften 2003 in Warschau den 59. Platz im Mehrkampf und in der Saison 2003/04 bei den Europameisterschaften 2004 in Zoetermeer den fünften Platz mit der Staffel sowie den vierten Platz im Mehrkampf und bei den Weltmeisterschaften 2004 in Göteborg den 23. Platz im Mehrkampf. In den folgenden Jahren belegte er bei den Europameisterschaften 2005 in Turin erneut den fünften Platz mit der Staffel sowie den vierten Rang im Mehrkampf, bei den Weltmeisterschaften 2005 in Peking den 27. Platz im Mehrkampf und bei den Olympischen Winterspielen 2006 in Turin den 19. Platz über 500 m. Zudem gewann er bei den Europameisterschaften 2006 in Krynica-Zdrój die Bronzemedaille im Mehrkampf.
In der Saison 2006/07 kam Gysel mit vier Top-Zehn-Platzierungen auf den dritten Platz in der Weltcupwertung über 1500 m. Dabei erreichte er in Heerenveen mit dem zweiten Platz über diese Distanz seine einzige Podestplatzierung im Weltcup. Bei den Europameisterschaften 2007 in Sheffield holte er die Silbermedaille im Mehrkampf. In den folgenden Jahren wurde er bei den Europameisterschaften 2008 in Ventspils und bei den Europameisterschaften 2009 in Turin jeweils Neunter im Mehrkampf. In der Saison 2009/10 absolvierte er in Marquette seine letzten Weltcups und errang bei den Weltmeisterschaften 2010 in Sofia den 19. Platz im Mehrkampf. Beim Saisonhöhepunkt, den Olympischen Winterspielen 2010 in Vancouver, belegte er den 19. Platz über 1000 m, den 15. Rang über 500 m und den neunten Platz über 1500 m.

## Erfolge

### Olympische Spiele
- 2002 Salt Lake City: 7. Platz Staffel, 21. Platz 1500 m, 24. Platz 1000 m
- 2006 Turin: 19. Platz 500 m
- 2010 Vancouver: 9. Platz 1500 m, 15. Platz 500 m, 19. Platz 1000 m

### Shorttrack-Weltmeisterschaften
- 2000 Sheffield: 13. Platz 500 m, 15. Platz 1000 m, 19. Platz Mehrkampf, 29. Platz 1500 m
- 2001 Jeonju: 17. Platz 1500 m, 18. Platz 500 m, 20. Platz Mehrkampf, 26. Platz 1000 m
- 2002 Montreal: 8. Platz Staffel
- 2003 Warschau: 54. Platz 1500 m, 59. Platz Mehrkampf
- 2004 Göteborg: 11. Platz 1000 m, 23. Platz Mehrkampf, 29. Platz 500 m, 48. Platz 1500 m
- 2005 Peking: 21. Platz 1500 m, 22. Platz 500 m, 27. Platz Mehrkampf, 40. Platz 1000 m
- 2010 Sofia: 8. Platz 1500 m, 19. Platz Mehrkampf, 21. Platz 1000 m, 29. Platz 500 m

### Teamweltmeisterschaften
- 2002 Montreal: 7. Platz

### Europameisterschaften
- 2000 Bormio: 14. Platz Mehrkampf
- 2001 Den Haag: 10. Platz Mehrkampf
- 2002 Grenoble: 2. Platz Staffel, 5. Platz Mehrkampf
- 2003 Sankt Petersburg: 4. Platz Mehrkampf
- 2004 Zoetermeer: 4. Platz Mehrkampf, 5. Platz Staffel
- 2005 Turin: 4. Platz Mehrkampf, 5. Platz Staffel
- 2006 Krynica-Zdrój: 3. Platz Mehrkampf
- 2007 Sheffield: 2. Platz Mehrkampf
- 2008 Ventspils: 9. Platz Mehrkampf
- 2009 Turin: 9. Platz Mehrkampf

## Persönliche Bestleistungen
| Disziplin | Zeit         | Datum             | Ort     |
| --------- | ------------ | ----------------- | ------- |
| 500 m     | 41,776 s     | 7. März 2009      | Wien    |
| 1000 m    | 1:27,046 min | 11. März 2007     | Mailand |
| 1500 m    | 2:14,200 min | 6. Dezember 2008  | Nagano  |
| 3000 m    | 4:42,313 min | 16. Dezember 2007 | Dresden |